# Atlético Madrid v sezoni 2014/15

Za Atlético Madrid je sezona 2014–15 že 84-ta sezona obstoja in 77-ta sezona kluba v La Ligi.

## Igralci

### Trenutno člansko moštvo
| Št. | Država      | Položaj | Igralec                    |
| --- | ----------- | ------- | -------------------------- |
| 1   | Španija     | GK      | Miguel Ángel Moyà          |
| 2   | Urugvaj     | DF      | Diego Godín (3rd captain)  |
| 3   | Brazilija   | DF      | Guilherme Siqueira         |
| 4   | Španija     | MF      | Mario Suárez               |
| 5   | Portugalska | MF      | Tiago Mendes               |
| 6   | Španija     | MF      | Koke                       |
| 7   | Francija    | FW      | Antoine Griezmann          |
| 8   | Španija     | MF      | Raúl García (vice-captain) |
| 9   | Hrvaška     | FW      | Mario Mandžukić            |
| 10  | Turčija     | MF      | Arda Turan                 |
| 11  | Mehika      | FW      | Raúl Jiménez               |

| Št. |           | Položaj | Igralec                               |
| --- | --------- | ------- | ------------------------------------- |
| 13  | Slovenija | GK      | Jan Oblak                             |
| 14  | Španija   | MF      | Gabi (captain)                        |
| 15  | Argentina | DF      | Cristian Ansaldi (on loan from Zenit) |
| 17  | Španija   | MF      | Saúl Ñíguez                           |
| 18  | Španija   | DF      | Jesús Gámez                           |
| 19  | Španija   | FW      | Fernando Torres (on loan from Milan)  |
| 20  | Španija   | DF      | Juanfran                              |
| 22  | Španija   | MF      | Cani (on loan from Villarreal)        |
| 23  | Brazilija | DF      | Miranda                               |
| 24  | Urugvaj   | DF      | José Giménez                          |
| 28  | Francija  | DF      | Lucas Hernández                       |